# Kamienica Holwela w Gdańsku
Kamienica Holwela – zabytkowa kamienica w Gdańsku. Mieści się przy ul. Chlebnickiej 28. Została zbudowana w 1652 roku. Fasadę zaprojektował Andreas Schlüter starszy. Od 1973 roku figuruje w rejestrze zabytków.